# Uniwersytet Nipissing

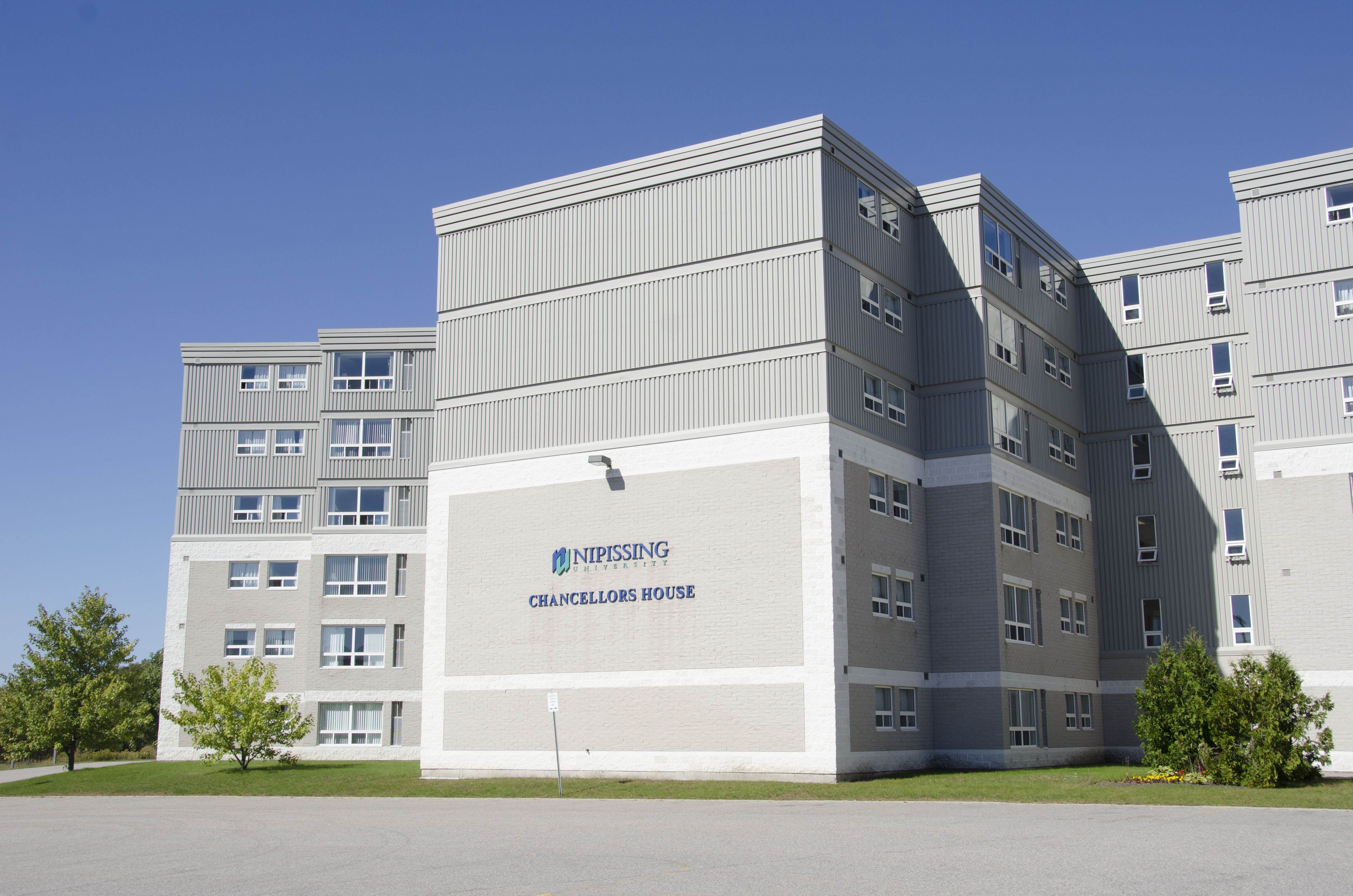
Siedziba władz uczelni

Uniwersytet Nipissing (ang. Nipissing University) – kanadyjska uczelnia publiczna położona nad jeziorem Nipissing w mieście North Bay, w prowincji Ontario.
Zalążkiem instytucji było kolegium nauczycielskie North Bay Normal School, założone w 1909. Po kilkukrotnej zmianie nazwy, w 1967 instytucja stała się filią Uniwersytetu Laurentyńskiego. Od 1992 funkcjonuje jako samodzielna placówka, pod obecną nazwą.
Kształci około sześciu tysięcy studentów.